# 世界レスリング連合
世界レスリング連合（せかいレスリングれんごう、英語: United World Wrestling、略称:UWW）はレスリングの国際競技連盟である。
近年はレスリングの新スタイルとして、グラップリングや総合格闘技の世界選手権も開催している。

## 歴史
1912年にストックホルムオリンピック直前にInternationaler Ring Verbandとして設立。1920年のオリンピックコングレスにて正式に承認された。1922年に初めてのグレコローマン世界選手権が行われる。
1954年に東京で行われた総会で国際レスリング連盟（英：International Federation of Associated Wrestling Styles、仏：Fédération Internationale des Luttes Associées、略称：FILA）に名称が変更された。
2002年よりスイスのラファエル・マルティニティが会長を務めていたが、2012年9月12日にスイスで行われていたIOC理事会で2020年東京オリンピック（当時は未決定）の競技除外を決定された事を背景に、2013年2月にタイで行われたFILA理事会で信任投票に於いて1票差で不信任となり、解任され、同年5月の会長選挙までの暫定措置として、セルビアのネナド・ラロビッチが会長代行となり、会長選挙でラロビッチを選出し、会長の職に就いた。
2013年11月、フォークレスリング、サンボ、グラップリング、アマチュア総合格闘技が認定競技から除外され、パンクラチオンはパンクラチオン・サブミッション（レスリングにサブミッションを加えたルール）、パンクラチオン・トラディショナル（レスリングにサブミッションと打撃を加えたルール、頭部へのパンチ禁止）、パンクラチオン・フル（レスリングにサブミッションと打撃を加えたルール、フルコンタクト）の3種目に再編された。
2014年9月7日、タシュケント（ウズベキスタン）で開催した連盟総会にてラロビッチ会長を再選、副会長・理事を退任した福田富昭に替わる日本からの新理事に富山英明を選出すると共に、連盟の名称を『世界レスリング連合』（United World Wrestling、略称：UWW）と改め、即日採用の手続きを執った。

## 世界レスリング連合の管轄競技
- オリンピックスタイル
  - グレコローマンスタイル
  - フリースタイル
- ノン・オリンピックスタイル
  - グラップリング
  - パンクラチオン
  - ビーチレスリング
  - フォークレスリング
  - サンボ
  - アマチュア総合格闘技

## 主催大会
- レスリング世界選手権
- レスリングワールドカップ
- FILAゴールデングランプリ
- ワールドレスリングゲームズ
- オリンピックレスリング競技
- グラップリング世界選手権
- パンクラチオン世界選手権

## 過去に主催していた大会
- 世界サンボ選手権
- アマチュア総合格闘技世界選手権